# Stazione di Westhafen
La stazione di Westhafen è una stazione ferroviaria di Berlino, sita nel quartiere di Moabit.

## Movimento
La stazione è servita dalle linee S 41 e S 42 della S-Bahn.

## Interscambi
- Fermata metropolitana (Westhafen, linea U 9)[1]
- Fermata autobus